# 牧之原市立地頭方小学校
牧之原市立地頭方小学校（まきのはらしりつ じとうがたしょうがっこう）は、静岡県牧之原市地頭方にある市立小学校。

## 概要
オリザニン（ビタミンB1）の発見者鈴木梅太郎の出身校として知られる。1992年には博士の胸像が正門付近に設置された。
音楽室にバロック時代の楽器チェンバロがあり、静岡県下の小学校では当校のみ所持している。

## 沿革
- 1875年(明治8年) - 地頭方村釣月院に学校を設置。
- 1897年 - 高等科2か年を併設し、地頭方尋常小学校と称す。
- 1947年(昭和22年) - 学制改革により地頭方村立地頭方小学校と校名変更、高等科廃止。
- 2004年(平成16年) - 市町村合併により、牧之原市立地頭方小学校と名称変更。